# John Nettles
John Nettles est un acteur anglais, né à St Austell dans les Cornouailles, le 11 octobre 1943. Il est surtout connu pour son interprétation de l'inspecteur Barnaby.

## Enfance et formation
En 1962, il obtient une bourse d'études pour étudier l'histoire et la philosophie à l'Université de Southampton. Il va y suivre des cours de théâtre.

## Carrière
En 1969, il intègre le NorthCott Theatre puis le Royal Court Theatre où il joue dans de nombreuses pièces de théâtre.
Il commence une carrière au cinéma dans One More Time de Jerry Lewis en 1970 mais ne fera que très peu d'apparitions sur les écrans, le jeune John s'intéresse plus à la télévision où il débute, en 1971, en jouant dans A Family at War le rôle de Ian Mackenzie dans plusieurs épisodes.
C'est en 1981 que sa carrière fit un bond en avant grâce au rôle de Jim Bergerac dans la série policière Bergerac. Se déroulant à Jersey, cette série durera dix ans et s'arrêta le 26 décembre 1991. Grâce à cette série, Jersey est devenue célèbre dans les années 1980 et John Nettles en faisait la publicité.
Après Bergerac, il revient au théâtre dans la Royal Shakespeare Company où il interprète de célèbres rôles comme celui de Capulet dans la pièce de William Shakespeare, Roméo et Juliette.
Plus tard, il sera connu mondialement grâce au rôle principal de Tom Barnaby dans la série Midsomer Murders, plus connue en France sous le nom d'Inspecteur Barnaby, auquel il donne sa bonhomie et son côté un peu « brute » teinté de cynisme sympathique. La série diffusée dans plus de 200 pays était pour les deux premières saisons basée sur les romans de Caroline Graham, qui a créé le personnage.

## Filmographie

### Cinéma
- 1970 : One More Time de Jerry Lewis : Dixon
- 1995 : All Men Are Mortal d'Ate de Jong : Sanier

### Télévision
- 1969 : The Expert - Saison 2 — Rôle : John Franklin
- 1972 : A Family at War - Saison 3 — Rôle : Ian Mackenzie
- 1973 : Prince noir - Saison 1 — Rôle : Edwin
- 1974 : The Liver Birds - Saison 4 — Rôle : Paul
- 1976 : Dickens of London - Saison 1 — Rôle : Mr Macrone
- 1977 : Holding On - Saison 1 — Rôle : Herbert Goodings
- 1978 : Enemy at the Door - Saison 1 — Rôle : Détective
- 1980 : Le Marchand de Venise (TV) de Jack Gold — Rôle : Bassanio
- 1981 - 1991 : Bergerac - Saisons 1 à 9 — Rôle : Jim Bergerac
- 1982 : The Agatha Christie Hour - Saison 1 : Raoul Letardeau
- 1985 : Robin of Sherwood - Saison 2 — Rôle : Peter de Leon
- 1991 : Tonight at 8.30 - Saison 1 — Rôle : Peter Gilpin
- 1992 : Boon - Saison 7 — Rôle : Joe Green
- 1993 : The Detectives - Saison 1 — Rôle : Jim Bergerac
- 1994 : Roméo & Juliette (TV) de Alan Horrox — Rôle : Capulet
- 1997 - 2011 : Inspecteur Barnaby (Midsomer Murders) — Rôle : Tom Barnaby
- 2001 : Heartbeat - Saison 10 — Rôle : Giles Sutton
- 2002: Le Chien des Baskerville (TV) de David Attwood — Rôle : Dr. James Mortimer
- 2003 : French and Saunders - Hors Saison — Rôle : Tom Barnaby
- 2016 : Poldark - saison 2 -- Rôle :  Ray Penvenen

## Voix off
- 1996 - 2004 : (en) Airport (série documentaire) — Narrateur.
- 1998 : (en) The Millennium Time-bomb — Narrateur.
- 1998 : (en) Fraud Squad — Narrateur.

## Doublage
- 2003 : (en) Sindy: The Fairy Princess de Richard Allport

## Livre audio
- 2004 : (en) Stalin : the Court of the Red Tsar — Narrateur, sur cassettes et CD audio, du livre de Simon Sebag Montefiore, paru en 2003.